# 92 Undina
92 Undina је астероид главног астероидног појаса. Приближан пречник астероида је 126,42 km, 
а средња удаљеност астероида од Сунца износи 3,188 астрономских јединица (АЈ). 
Инклинација (нагиб) орбите у односу на раван еклиптике је 9,922 степени, а орбитални период износи 2079,185 дана (5,692 година). Ексцентрицитет орбите астероида износи 0,101. 
Апсолутна магнитуда астероида износи 6,61 а геометријски албедо 0,250.
Астероид је откривен 7. јула 1867. године.